# جاكوب هوفمان
جاكوب هوفمان (بالمجرية: Hoffman Jakob)‏ هو حاخام مجري، ولد في 1881 في Pápa ‏ في المجر، وتوفي في 1956.